# László Szabó (Linguist)
László Szabó (geboren am 24. August 1922 in Kerekegyháza, Ungarn; gestorben am 15. November 2008 in Island View, Fredericton, Kanada) war ein ungarisch-kanadischer Linguist, der vor allem für seine Forschung zu den kolasamischen Sprachen und der Sprache der Maliseet bekannt wurde.

## Leben und Wirken
László Szabó studierte in Ungarn, Deutschland und der Sowjetunion. Von 1961 bis 1965 war er Lektor für Ungarisch an der Universität Leningrad. 1969 zog er mit seiner Familie nach Fredericton in Kanada und arbeitete bis zu seiner Pensionierung als Professor an der University of New Brunswick.
Szabó hatte bereits zu verschiedenen uralischen Sprachen gearbeitet, z. B. Wotisch und Selkupisch (1967), bevor er sich auf Kildin- und Tersamisch spezialisierte. In zwei Bänden (1967 und 1968) veröffentlichte er die von ihm mit Hilfe von Muttersprachlern 1964 und 1965 in Leningrad und Petrosawodsk aufgezeichneten, transkribierten und übersetzten gesprochensprachigen samischen Texte. Auf Basis dieses Textkorpus veröffentlichte er später eine Reihe von linguistischen Studien über diese beiden Sprachen.
Nach seinem Umzug nach New Brunswick in Kanada begann er Forschungen zum Maliseet-Passamaquoddy, der Sprache der Ureinwohner der Gegend. Auch hier arbeitete er zusammen mit Muttersprachlern, um Texte auf Tonband aufzunehmen und zu transkribieren. Auf Basis dieser Daten veröffentlichte Szabó später mehrere Studien sowie ein Wörterbuch (1981). Im Rahmen eines Programms zur sprachlichen Immersion von Maliseet an der St.-Thomas-Universität Fredericton unterrichtete Szabó auch die Phonologie dieser marginalisierten Sprache.
Unter weiteren Sprachen, zu denen Szabó als Linguist gearbeitet hat, sind Ungarisch und Japanisch. In der Spätphase seiner Karriere als Linguist spekulierte er über eine algonkisch-uralische Sprachverwandtschaft.
László Szabó starb am 15. November 2008 im Alter von 86 Jahren in Fredericton.

## Schriften (Auswahl)
- Selkup texts. With phonetic introduction and vocabulary. Indiana University, Bloomington 1967 (englisch).
- Kolalappische Volksdichtung (aus den Dialekten in Kildin und Ter). Vandenhoeck & Ruprecht, Göttingen 1967.
- Kolalappische Volksdichtung (aus den Dialekten in Kildin und Ter). Zweiter Teil nebst grammatischen Aufzeichnungen. Vandenhoeck & Ruprecht, Göttingen 1968.
- Az irónia nyelvi eszközei. Eötvös Loránd Tudományegyetem, Budapest 1978 (ungarisch).
- Indianisches Wörterbuch. Malecite, Deutsch, Englisch. Harrassowitz, Wiesbaden 1981.